# Пиччинини, Патриция
Патриция Пиччинини (англ. Patricia Piccinini; род. 1965, Фритаун, Сьерра-Леоне) — австралийский скульптор и художница, работающая в стилистике гиперреализма.

## Биография
Эмигрировала с родителями в Австралию в 1972 году. Изучала экономическую историю, пока не перешла в школу искусств в Мельбурне. Её работы, сделанные из различных материалов, включая серии «Ненужные дети» и «Мы — семья!», представляли Австралию на Венецианской биеннале в 2003 году. Она интересуется разными видами искусства: живописью, скульптурой, инсталляциями, видео, звуком и цифровой печатью. Её главные работы часто отражают её интерес к биоэтике, биотехнологиям и окружающей среде. Её работа заслужила обширное международное признание.

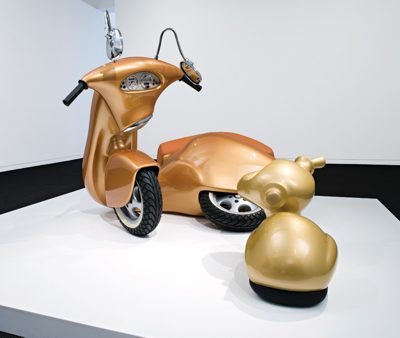
Скульптура «Гнездо» (2006)

Пиччинини любит изучать то, что она обычно зовёт «часто правдоподобными различиями между искусственным и настоящим (англ. often specious distinctions between the artificial and the natural)». Она меняет нашу классификацию жизни, показывая отношения и различия между органическим, настоящим и созданным нами материальным миром. Это вдохновляет её сочетать человеческую физиологию и технические достижения.